# On viu el perill
On viu el perill (títol original: Where Danger Lives) és un thriller de cinema negre estatunidenc de 1950 dirigit per John Farrow i protagonitzat per Robert Mitchum, Faith Domergue i Claude Rains. Està doblada al català.

## Argument
Un jove metge s'enamora d'una jove pertorbada, s'involucra en la mort del seu marit i ha de fugir amb ella a la frontera mexicana.

## Repartiment
- Robert Mitchum com Dr. Jeff Cameron
- Faith Domergue com Margo Lannington
- Claude Rains com Frederick Lannington
- Maureen O'Sullivan com Julie Dorn
- Charles Kemper com cap de policia
- Ralph Dumke com Klauber
- Billy House com Bogardus
- Harry Shannon com Dr. Maynard
- Philip Van Zandt com Milo DeLong
- Jack Kelly com Dr. James Mullenbach
- Lillian West com Mrs. Bogardus
- Ray Teal com xèrif Joe Borden

## Recepció

### Resposta crítica contemporània
Bosley Crowther, de The New York Times va escriure: "Enfosquit una mica per diverses begudes fortes i un parell de cops al cap, el nostre heroi no obeeix el seu instint sinó que se'n va corrent amb la dama a la nit. I així comença una sèrie d'aventures en la seva fugida per escapar que el porta finalment a adonar-se que sempre s'ha d'informar a la policia. En aquesta demostració solemne, el Sr. Mitchum fa una feina bastant creïble com a home que opera en el buit i assetjat per circumstàncies desafortunades. Com la noia que el posa en problemes, la senyoreta Domergue no manifesta res més que una aparença relativament sensual i una capacitat per recitar línies senzilles", afegint que el director Farrow "anteriorment ho ha fet millor, i és millor que ho torni a fer".

### Resposta crítica moderna
Dave Kehr, del Chicago Reader, va escriure: "El director John Farrow encerta molt bé les qualitats al·lucinatòries i de malson d'aquesta trama estàndard del Cinema negre: Mitchum passa l'última meitat de la pel·lícula recorrent els camins de terra del sud de Califòrnia amb una commoció cerebral, desmaiant-se periòdicament i despertar-se envoltat d'alguns dels paisatges més desoladors que ofereix Amèrica".